# Fustigerodes

Fustigerodes  (лат.) — род коротконадкрылых жуков из подсемейства Pselaphinae.

## Распространение
Остров Мадагаскар (Афротропика).

## Описание
Мелкие коротконадкрылые жуки красновато-коричневого цвета. Длина тела около 2 мм. Голова длиннее своей ширины. Усики 4 члениковые. Гнездовые социальные паразиты муравьёв.
Род был впервые описан в 1884 году немецким энтомологом Эдмундом Райттером (Edmund Reitter; 1845—1920).

## Систематика
Род включает 3 вида и включён в подсемейство Pselaphinae (триба Clavigerini, подтриба Clavigerodina). Иногда Fustigerodes рассматривают в качестве подрода в составе рода Novoclaviger Wasmann, 1897.
- Fustigerodes madagascariensis Raffray, 1890
  - =Fustiger madagascariensis
- Fustigerodes ranavalonae Wasmann, 1897
  - =Commatocerinus ranavalonae
- Fustigerodes sp.

### Исключённые виды
- Fustigerinus formicarius Bryant, 1943 — Африка
  - = Fustigerodes formicarius Bryant, 1943
- Novoclaviger braunsi (Wasmann, 1897)
  - = Fustigerodes braunsi
- Novoclaviger capensis (Peringuey, 1888)
  - = Fustigerodes capensis
- Novoclaviger majusculus (Peringuey, 1888),
  - = Fustigerodes majusculus